# Toyota Wildlander
Toyota Wildlander — SUV японской компании Toyota, запущенный в производство в 2020 году.

## История
Впервые Toyota Wildlander был представлен в октябре 2019 года совместным предприятием GAC Toyota. Производство началось в феврале 2020 года в Китае, затем в апреле 2020 года начались поставки Toyota Wildlander. В апреле 2021 года на Шанхайском автосалоне был представлен подзаряжаемый гибридный автомобиль на базе Toyota Wildlander. Его продажи начались в мае 2021 года в Китае.
По конструкции Wildlander идентичен RAV4, но визуально основан на автомобилях Lexus. RAV4, в свою очередь, выпускался в Китае не совместным предприятием GAC Toyota, а совместным предприятием FAW Toyota.
Таким образом, RAV4 и Wildlander продаются в Китае.

## Особенности
|                                            | 2.0 FWD                             | 2.0 AWD                             | 2.5 Hybrid FWD                      | 2.5 Hybrid AWD                      | PHEV                                | PHEV                                |
| Годы производства                          | с 02.2020                           | с 02.2020                           | с 02.2020                           | с 02.2020                           | с 05.2021                           | с 05.2021                           |
| Тип                                        | Бензиновый (R4)                     | Бензиновый (R4)                     | Бензиновый + электродвигатель (R4)  | Бензиновый + электродвигатель (R4)  | Бензиновый + электродвигатель (R4)  | Бензиновый + электродвигатель (R4)  |
| Впрыск топлива                             | Непосредственный                    | Непосредственный                    | Непосредственный                    | Непосредственный                    | Непосредственный                    | Непосредственный                    |
| Объём                                      | 1987 см³                            | 1987 см³                            | 2487 см³                            | 2487 см³                            | 2487 см³                            | 2487 см³                            |
| Степень сжатия                             | 13 : 1                              | 13 : 1                              | 14 : 1                              | 14 : 1                              | 14 : 1                              | 14 : 1                              |
| Мощность ДВС                               | 126 кВт (171 л. с.) при 6600 об/мин | 126 кВт (171 л. с.) при 6600 об/мин | 131 кВт (178 л .с.) при 5700 об/мин | 131 кВт (178 л .с.) при 5700 об/мин | 132 кВт (180 л. с.) при 6000 об/мин | 132 кВт (180 л. с.) при 6000 об/мин |
| Мощность переднего электродвигателя        | —                                   | —                                   | 88 кВт (120 л. с.)                  | 88 кВт (120 л. с.)                  | 134 кВт (182 л. с.)                 | 134 кВт (182 л. с.)                 |
| Мощность заднего электродвигателя          | —                                   | —                                   | —                                   | 40 кВт (54 л. с.)                   | —                                   | 40 кВт (54 л. с.)                   |
| Суммарная мощность                         | —                                   | —                                   | 160 кВт (218 л. с.)                 | 163 кВт (222 л. с.)                 | 194 кВт (264 л. с.)                 | 225 кВт (306 л. с.)                 |
| Крутящий момент ДВС                        | 209 Н·м при 4400—5000 об/мин        | 209 Н·м при 4400—5000 об/мин        | 221 Н·м при 3600—5200 об/мин        | 221 Н·м при 3600—5200 об/мин        | 224 Н·м при 3600—3700 об/мин        | 224 Н·м при 3600—3700 об/мин        |
| Крутящий момент переднего электродвигателя | —                                   | —                                   | 202 Н·м                             | 202 Н·м                             | 270 Н·м                             | 270 Н·м                             |
| Крутящий момент заднего электродвигателя   | —                                   | —                                   | —                                   | 121 Н·м                             | —                                   | 121 Н·м                             |
| Привод                                     | Передний                            | Полный                              | Передний                            | Полный                              | Передний                            | Полный                              |
| Трансмиссия                                | Бесступенчатая                      | Бесступенчатая                      | Бесступенчатая                      | Бесступенчатая                      | Бесступенчатая                      | Бесступенчатая                      |
| Максимальная скрорость                     | 180 км/ч                            | 180 км/ч                            | 180 км/ч                            | 180 км/ч                            | 180 км/ч                            | 180 км/ч                            |
| Разгон, 0—100 км/ч                         | Н/Д                                 | 11,3 сек.                           | Н/Д                                 | 8,3 сек.                            | Н/Д                                 | Н/Д.                                |
| Расход топлива (л/100 км)                  | 5,7—5,9 л                           | 6,3—6,4 л                           | 4,6—4,7 л                           | 5,0 л                               | 1,1 л                               | 1,2 л                               |
| Экологический класс                        | China VI                            | China VI                            | China VI                            | China VI                            | China VI                            | China VI                            |